# Bechyně
Bechyně é uma cidade checa localizada na região da Boêmia do Sul, distrito de Tábor.
O centro da cidade é a Praça T. G. Masaryk com uma igreja, mosteiro e castelo.